# Anna Radius Zuccari

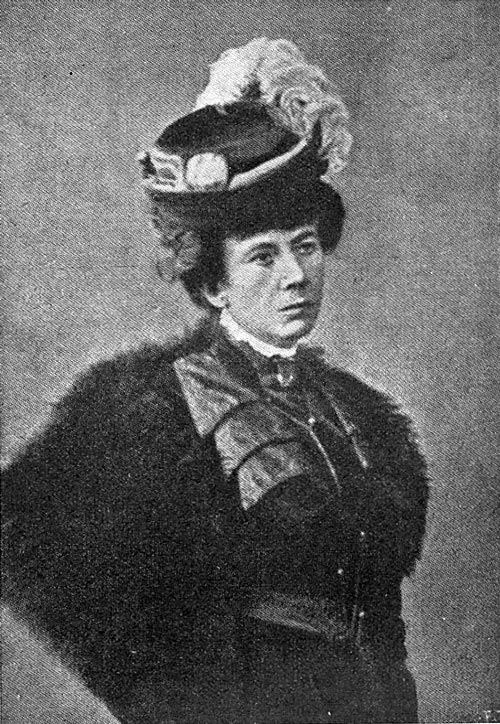
Anna Radius Zuccari

Anna Radius Zuccari pseud. Neera (ur. 7 maja 1846 w Mediolanie, zm. 13 lipca 1918 tamże) – włoska pisarka.  

## Biografia
Urodziła się i dorastała w Mediolanie. Była córką architekta Fermo Zuccari. Jej matka zmarła, gdy Anna miała dziesięć lat, a wychowywały ją dwie starsze, niezamężne ciotki z rodziny jej ojca. Jej ojciec zmarł, gdy miała dwadzieścia lat. W 1871 roku wyszła za mąż za bankiera Emilio Radiusa. Swoje pierwsze opowiadanie opublikowała w 1875 roku w czasopiśmie "Il Pungolo". Jako pisarka współpracowała z różnymi magazynami i czasopismami, takimi jak "Rivista d'Italia", "Nuova Antologia", "L'ilustrazione italiana", "La Lettura"  i "L'Idea Liberale". W 1890 założyła czasopismo "Vita Intima".
Pomimo swojej kariery autorki odnoszącej sukcesy, Zuccari uważała, że miejsce kobiety jest w domu, co nazwała „prawdziwym feminizmem”.
Zmarła w Mediolanie na raka w wieku 72 lat.

## Wybrane publikacje
- Un romanzo  (1876)
- Addio!  (1877)
- Il castigo  (1881)
- Dizionario d'igiene per le famiglie (1881), z Paolo Mantegazza
- Teresa (1886)
- Lydia (1887)
- L'indomani (1890)
- Il libro di mio figlio (1891)
- Battaglie per un'idea(1897)
- Battaglie per un'idea (1898)
- Le idee di una donna (1903)